# Gil Saint-André
Gil Saint-André est une série de bande dessinée écrite par Jean-Charles Kraehn parue aux éditions Glénat (collection « Bulle noire »).
Les dessins sont réalisés par Jean-Charles Kraehn pour les deux premiers tomes, puis par Sylvain Vallée du tome 3 au tome 8. Jean-Charles Kraehn poursuit seul la série du tome 9 au tome 11. Après une pause de cinq ans, la série reprend avec Chrys Millien au dessin à partir du tome 12.
Les couleurs de tous les tomes sont réalisées par Patricia Jambers, la compagne de Jean-Charles Kraehn.

## Albums
1. L'Homme qui aimait les poupées, dessin Jean-Charles Kraehn, 1996  (ISBN 2-7234-2569-X), réédition sous le titre Une étrange disparition en 1998  (ISBN 2-7234-2569-X)
2. La Face cachée, dessin Jean-Charles Kraehn, 1998  (ISBN 2-7234-2406-5)
3. Fugitif, dessin Sylvain Vallée, 1999  (ISBN 2-7234-2744-7)[1]
4. Le Chasseur, dessin Sylvain Vallée, 2000  (ISBN 2-7234-3130-4)
5. Enquêtes parallèles, dessin Sylvain Vallée, 2001  (ISBN 2-7234-3451-6)
6. Sœurs de larmes, dessin Sylvain Vallée, 2003  (ISBN 2-7234-3951-8)
7. Prisonnières, dessin Sylvain Vallée, 2004  (ISBN 2-7234-4427-9)
8. Le Sacrifice, dessin Sylvain Vallée, 2006  (ISBN 2-7234-5111-9)
9. L'Héritage sanglant, dessin Jean-Charles Kraehn, 2010  (ISBN 978-2-7234-7053-7)
10. Jeu de dupes, dessin Jean-Charles Kraehn, 2012 (paru en 2012 mais copyright 2011)  (ISBN 978-2-7234-8361-2)
11. Ballade africaine, dessin Jean-Charles Kraehn, 2013  (ISBN 978-2-7234-9159-4)
12. Un passé encombrant, dessin Chrys Millien, 2018  (ISBN 2-344-02281-3)
13. Vert l'enfer, dessin Chrys Millien, 2020  (ISBN 978-2-3440-3546-7)
14. Une sale affaire, dessin Chrys Millien, 2021  (ISBN 978-2-3440-4082-9)
15. L'assassin innocent, dessin Chrys Millien, 2023  (ISBN 978-2-3440-5429-1)

- Intégrale Premier Cycle : reprise des tomes 1 à 5, 2002  (ISBN 2-7234-4042-7)
- Intégrale Deuxième Cycle : reprise des tomes 6 à 8, 2007  (ISBN 978-2-7234-6087-3)
- Intégrale Troisième Cycle : reprise des tomes 9 à 11, 2017  (ISBN 978-2-344-02515-4)